# Gabi Rockmeier
Gabriele Rockmeier, detta Gabi (Moosburg an der Isar, 29 novembre 1973), è un'ex velocista tedesca, campionessa mondiale della staffetta 4×100 metri nel 2001.  È la sorella gemella della velocista Birgit Rockmeier.

## Record nazionali

### Seniores
- Staffetta 4×200 metri indoor: 1'32"55 ( Karlsruhe, 21 febbraio 1999) (Sandra Möller, Gabi Rockmeier, Birgit Rockmeier, Andrea Philipp)

## Palmarès
| Anno | Manifestazione    | Sede      | Evento      | Risultato  | Prestazione | Note                                     |
| ---- | ----------------- | --------- | ----------- | ---------- | ----------- | ---------------------------------------- |
| 1991 | Europei juniores  | Salonicco | 4×100 m     | Oro        | 44"46       |                                          |
| 1992 | Mondiali juniores | Seul      | 4×100 m     | Bronzo     | 44"52       |                                          |
| 1997 | Mondiali          | Atene     | 200 m piani | Batteria   | 23"22       |                                          |
| 1998 | Europei           | Budapest  | 200 m piani | 7ª         | 23"08       |                                          |
| 1998 | Europei           | Budapest  | 4×100 m     | Argento    | 42"68       |                                          |
| 1999 | Mondiali indoor   | Maebashi  | 200 m piani | Semifinale | 23"31       |                                          |
| 1999 | Mondiali          | Siviglia  | 100 m piani | Batteria   | 11"62       |                                          |
| 1999 | Mondiali          | Siviglia  | 4×100 m     | 5ª         | 42"63       | Miglior prestazione personale stagionale |
| 2000 | Giochi olimpici   | Sydney    | 4×100 m     | 6ª         | 43"11       |                                          |
| 2001 | Mondiali          | Edmonton  | 100 m piani | Semifinale | 11"48       |                                          |
| 2001 | Mondiali          | Edmonton  | 200 m piani | Semifinale | dnf         |                                          |
| 2001 | Mondiali          | Edmonton  | 4×100 m     | Oro        | 42"32       | Miglior prestazione personale stagionale |
| 2002 | Europei indoor    | Vienna    | 200 m piani | Bronzo     | 23"05       |                                          |
| 2002 | Europei           | Monaco    | 200 m piani | 5ª         | 23"00       |                                          |
| 2002 | Europei           | Monaco    | 4×100 m     | Argento    | 42"54       |                                          |

## Altre competizioni internazionali
2002
- 7ª in Coppa del mondo ( Madrid), 200 m piani - 23"67
- 4ª in Coppa del mondo ( Madrid), 4×100 m - 43"36